# Burgstein (Thüringen)

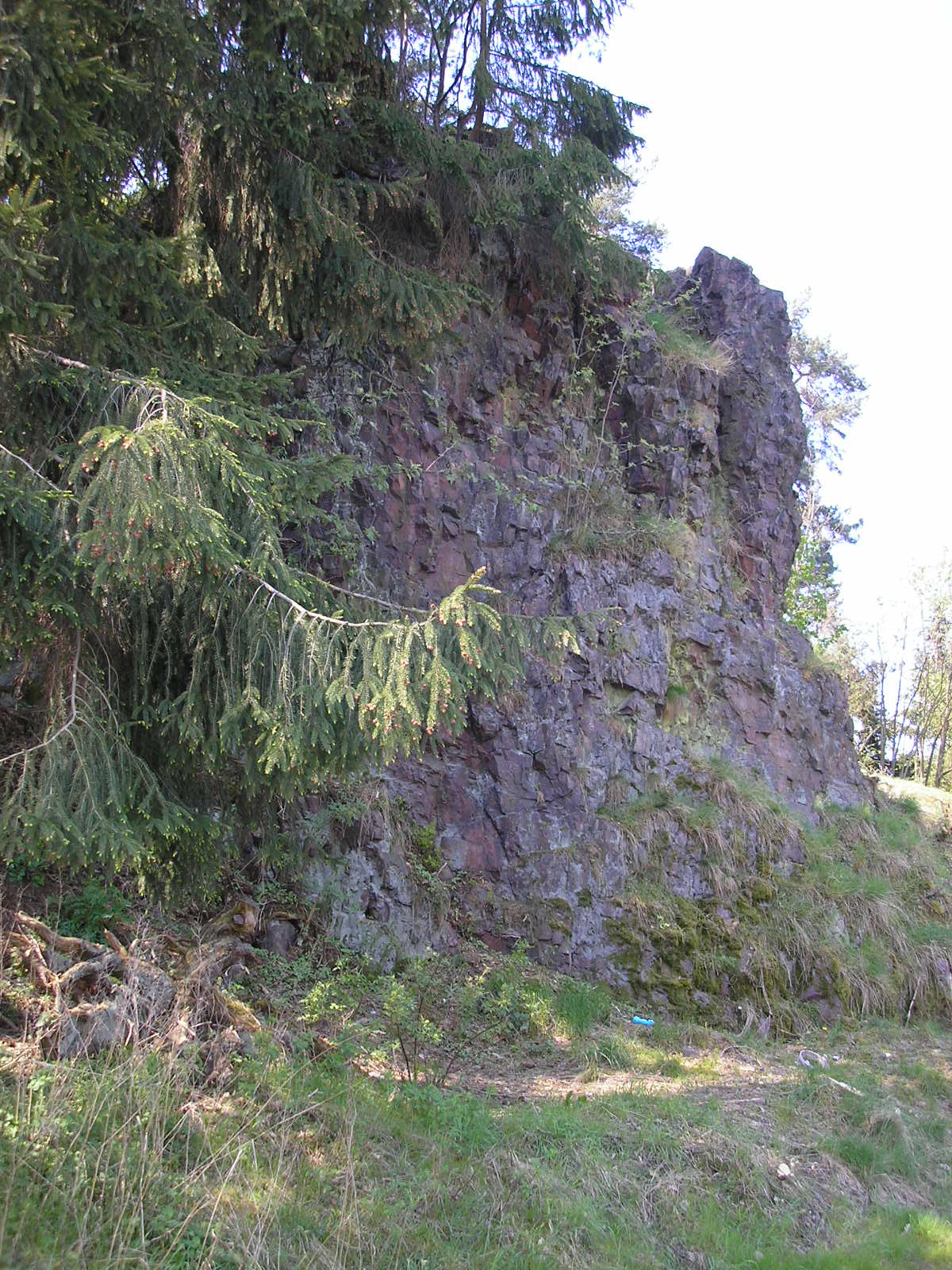
Der Burgstein

Der Burgstein ist ein etwa zehn Meter hoher Felsen im Tal der Ilm in Langewiesen (Thüringen). Er besteht aus Quarzporphyr und ist seit 1939 ein geologisches Naturdenkmal.
Er entstand, als die Ilm ihr Tal auswusch und umliegendes Gestein mit sich spülte. Beim Bau der Bahnstrecke Ilmenau–Großbreitenbach im Jahr 1881 wurde er weiter freigelegt, da Gestein an seinem Fuß entfernt wurde, um das Bahngleis zu verlegen. Der Felsen stammt aus dem Oberkarbon und gehört der Möhrenbach-Formation an. 
Seine Namensherkunft ist unklar. In Langewiesen ist die Straße Burgstein nach dem Felsen benannt. 
Koordinaten: 50° 40′ 37″ N, 10° 57′ 15″ O